# 雅克·夏爾·布呂內
雅克·夏爾·布呂內（法語：Jacques Charles Brunet，1780年11月2日—1867年11月14日），法國目錄學家與圖書分類先驅。他在珍本目錄學（rarebook bibliography）上以其著作《圖書館經銷商與圖書愛好者手冊》（Bookdealer's and Booklover's Handbook）而聞名，而在此部著作最後一冊中，他還提出了一種珍善本的分類法。該手冊與此分類法皆由他獨力完成，之後也由他進行增訂，只有在他去世後出版的最後增訂本是由其友人P. Deschamps與Gustave Brunet協助完成。他在1867年11月17日於其書齋安樂椅上無疾而終。

## 珍善本分類法
雅克·夏爾·布呂內所提出的分類法是將珍善本的圖書分成以下數類：
| 類名       | 比例  |
| ---------- | ----- |
| 神學       | 7.3%  |
| 法學       | 3%    |
| 藝術與科學 | 22.7% |
| 文學       | 28.2% |
| 歷史       | 38.8% |

此種方法雖然不符合現代分類法的要求，但仍符合現代分類法的基本原則，故1830年美國哈佛學院（今哈佛大學）圖書館曾採用此一分類法，此外採用此分類法的還有聖路易商業圖書館（Saint Louis Mercantile Library）、賓州費城圖書館（Philadelphia Library）等。而在1976年該分類系統與布呂內所寫的導論還有英文版出版，顯示此分類法仍有參考價值。